# Emma Johansson
Emma Karolina Johansson (ur. 23 września 1983 w Sollefteå) – szwedzka kolarka szosowa, wicemistrzyni olimpijska oraz dwukrotna medalistka mistrzostw świata.

## Kariera
Pierwszy sukces w karierze Emma Johansson osiągnęła w 2008 roku, kiedy na igrzyskach olimpijskich w Pekinie zdobyła srebrny medal w wyścigu ze startu wspólnego. W zawodach tych wyprzedziła ją jedynie Brytyjka Nicole Cooke, a trzecie miejsce zajęła Włoszka Tania Guderzo. Na rozgrywanych dwa lata później mistrzostwach świata w Melbourne w tej samej konkurencji była trzecia, za Włoszką Giorgią Bronzini oraz Marianne Vos z Holandii. Kolejne dwa medale zdobyła podczas mistrzostw świata we Florencji w 2013 roku, gdzie indywidualnie była druga za Marianne Vos, a w barwach teamu Orica-AIS zdobyła brązowy medal w drużynowej jeździe na czas. W 2012 roku wystąpiła na igrzyskach olimpijskich w Londynie, gdzie była szósta w wyścigu ze startu wspólnego oraz czternasta w indywidualnej jeździe na czas. W sezonach 2009, 2010, 2013 i 2014 była druga w klasyfikacji generalnej Pucharu Świata w kolarstwie szosowym (za Marianne Vos), a w sezonie 2011 zajęła trzecie miejsce (za Annemiek van Vleuten i Vos). Jest ponadto trzykrotną mistrzynią Szwecji w jeździe indywidualnej na czas (2005, 2007, 2008).

## Najważniejsze osiągnięcia
2008
1. miejsce w Trophée d'Or Féminin
1. miejsce na 1. etapie
2. miejsce w mistrzostwach Szwecji (start wspólny)
 2. miejsce na Igrzyskach Olimpijskich (start wspólny)
2009
1. miejsce w Ronde van Drenthe
2. miejsce w La Flèche Wallonne Féminine
2. miejsce w La Coupe du Monde Cycliste Féminine de Montréal
2. miejsce w Trofeo Alfredo Binda
2010
 1. miejsce w mistrzostwach Szwecji (start wspólny)
1. miejsce w Trophée d'Or Féminin
1. miejsce w Omloop Het Nieuwsblad
2. miejsce w Drentse 8 van Dwingeloo
3. miejsce w La Flèche Wallonne Féminine
 3. miejsce w mistrzostwach świata (start wspólny)
3. miejsce w GP de Plouay
3. miejsce w Open de Suède Vargarda
2011
 1. miejsce w mistrzostwach Szwecji (start wspólny)
1. miejsce w Thüringen Rundfahrt der Frauen
1. miejsce w Cholet Pays de Loire Dames
1. miejsce w Omloop Het Nieuwsblad
2. miejsce w Emakumeen Euskal Bira
1. miejsce na etapie 3b
2. miejsce w La Flèche Wallonne Féminine
2. miejsce w Trofeo Alfredo Binda
2. miejsce w GP Stad Roeselare
3. miejsce w GP Ciudad de Valladolid
3. miejsce w Grand Prix Elsy Jacobs
2012
 1. miejsce w mistrzostwach Szwecji (start wspólny)
 1. miejsce w mistrzostwach Szwecji (jazda ind. na czas)
1. miejsce w Tour de Free State
1. miejsce na 3. etapie
2. miejsce w Emakumeen Euskal Bira
6. miejsce na Igrzyskach Olimpijskich (start wspólny)
2013
 1. miejsce w mistrzostwach Szwecji (jazda ind. na czas)
1. miejsce w Thüringen Rundfahrt der Frauen
1. miejsce na 1. i 5. etapie
1. miejsce w Cholet Pays de Loire Dames
2. miejsce w GP de Plouay
2. miejsce w rankingu Pucharu Świata
 2. miejsce w mistrzostwach świata (start wspólny)
2. miejsce w Ronde van Vlaanderen
2. miejsce w Trofeo Alfredo Binda
2. miejsce w Draai van de Kaai
3. miejsce w Ronde van Drenthe World Cup
2014
 1. miejsce w mistrzostwach Szwecji (start wspólny)
 1. miejsce w mistrzostwach Szwecji (jazda ind. na czas)
1. miejsce w Cholet Pays de Loire Dames
1. miejsce w Trofeo Alfredo Binda
1. miejsce w Le Samyn
1. miejsce w Boels Rental Hills Classic
1. miejsce na 6. etapie Holland Ladies Tour
2. miejsce w rankingu Pucharu Świata
2. miejsce w The Women’s Tour
1. miejsce na 1. etapie
2. miejsce w Omloop Het Nieuwsblad
2. miejsce w Omloop van het Hageland
 3. miejsce w mistrzostwach świata (start wspólny)
3. miejsce w Ronde van Vlaanderen
3. miejsce w Emakumeen Saria
2015
1. miejsce w Thüringen Rundfahrt der Frauen
1. miejsce w Lotto Belgium Tour
 1. miejsce w mistrzostwach Szwecji (start wspólny)
 1. miejsce w mistrzostwach Szwecji (jazda ind. na czas)
1. miejsce w Durango-Durango Emakumeen Saria
2. miejsce w Boels Rental Hills Classic
2. miejsce w GP de Plouay
3. miejsce w Emakumeen Euskal Bira
3. miejsce w Le Samyn des Dames
2016
1. miejsce w Euskal Emakumeen XXIX Bira
1. miejsce w klasyfikacji punktowej
1. miejsce na 1. i 2. etapie
 1. miejsce w mistrzostwach Szwecji (jazda ind. na czas)
 2. miejsce na Igrzyskach Olimpijskich (start wspólny)
2. miejsce w Ronde van Vlaanderen
3. miejsce w Strade Bianche